# Piper suratanum
Piper suratanum är en pepparväxtart som beskrevs av Trel. & Yunck.. Piper suratanum ingår i släktet Piper och familjen pepparväxter. Inga underarter finns listade i Catalogue of Life.